# Bouvard et Pécuchet
Pour les articles homonymes, voir Bouvard et Bouvard et Pécuchet (téléfilm).
Bouvard et Pécuchet est un roman inachevé de Gustave Flaubert publié en 1881 à titre posthume.

## Résumé

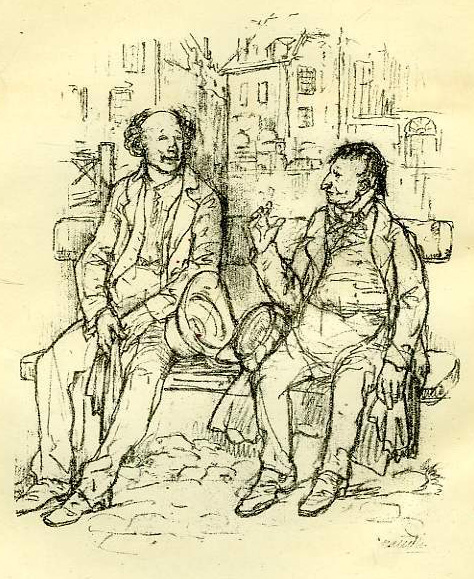
Bouvard et Pécuchet, illustration de Bernard Naudin, 1923.

Par un chaud dimanche d'été, près du bassin du port de l'Arsenal, sur le boulevard Bourdon, à Paris, deux promeneurs, Bouvard et Pécuchet, se rencontrent par hasard sur un banc public et font connaissance. Ils s'aperçoivent qu'ils ont eu tous deux l'idée d'écrire leur nom dans leur chapeau : « Alors ils se considérèrent. ». Tombés sous le charme l'un de l'autre, Bouvard et Pécuchet découvrent que non seulement ils exercent le même métier de copiste, mais qu'en plus ils ont les mêmes centres d'intérêt. S'ils le pouvaient, ils aimeraient vivre à la campagne.
Un héritage opportun de Bouvard va leur permettre de changer de vie. Ils reprennent une ferme à Chavignolles, dans le Calvados, non loin de Caen et se lancent, sans autre préparation que la lecture d'ouvrages de vulgarisation et des conseils pratiques glanés au hasard, dans l'agriculture (agronomie, arboriculture, jardinage, conserverie, distillerie). Leur enthousiasme de néophytes et leur incapacité à comprendre va n'engendrer que des désastres. De la même manière, ils vont s'intéresser, successivement, aux sciences (chimie, anatomie, physiologie, médecine, nutrition, astronomie, zoologie, géologie), à l'archéologie (architecture, muséologie, religion celtique, antiquités, histoire, biographie), à la littérature (roman historique, théâtre, critique littéraire, grammaire, esthétique), à la politique, à l'amour, à la philosophie (gymnastique, spiritisme, magnétisme, logique), à la religion, à l'éducation (phrénologie, dessin, histoire naturelle, morale, musique, urbanisme) avec les mêmes résultats.
Ils sont aussi emportés dans les débats, souvent houleux, de la politique — l'action se déroule après la révolution de 1848 —, de la religion, du positivisme. Comme dans les autres domaines, leurs opinions sont aussi peu assurées et peu enracinées que possible. Ils ne connaissent rien que par quelques poncifs tirés de leurs lectures.
Le roman s'interrompt brusquement au chapitre dix sur l'échec éducatif de Bouvard et Pécuchet, les deux « orphelins » dont ils ont volontairement assumé la charge et entrepris l'éducation se montrant totalement rétifs à leur pédagogie (pourtant inspirée des meilleurs auteurs).

### Fin supposée du roman
Le manuscrit de Flaubert contient un plan de la fin du roman, où l'on voit que lassés par tant d'échecs, abandonnés par les orphelins, il leur vient une dernière idée : « copier comme autrefois », et ils font venir de Paris de quoi fabriquer un bureau. Raymond Queneau suggère que parmi les ouvrages qu'ils copieraient alors pourrait bien figurer le Dictionnaire des idées reçues.

## Origine et accueil du roman

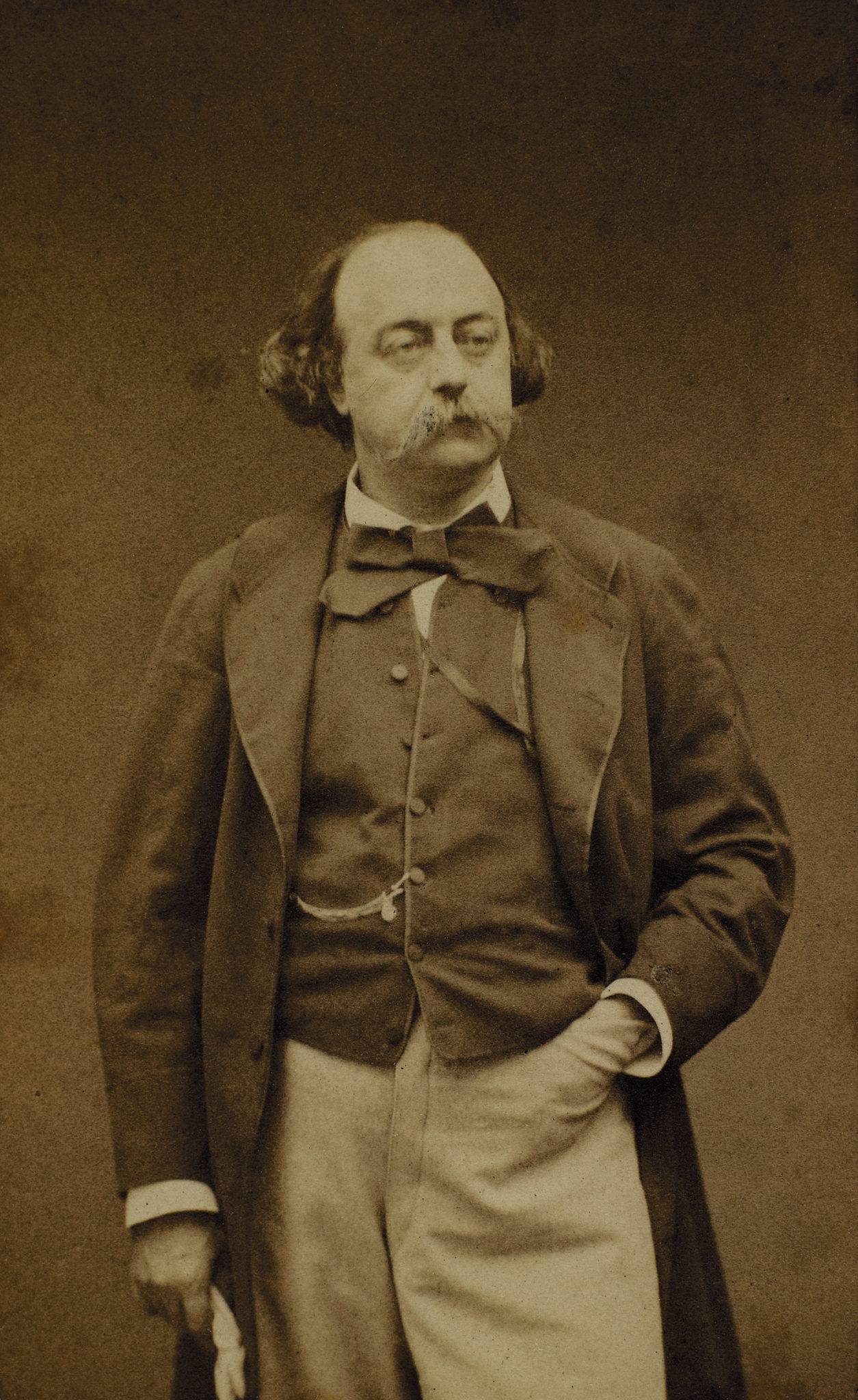
Gustave Flaubert vers 1880.

La première mention d'un scénario original pour cet ouvrage remonte à 1863 : dans son carnet de notes no 19, Flaubert fait référence à une nouvelle publiée en 1841 intitulée « Les deux greffiers » signée Barthélemy Maurice (1801-?), publiée dans la Gazette des tribunaux : Deux greffiers, arrivés à l'âge de la retraite, décident de vivre ensemble à la campagne, l'un rêvant de pêche et l'autre de chasse. Mais ils n'y trouvent pas le bonheur qu'ils croyaient. Pour s'occuper, ils se mettent à l'agriculture, et c'est un désastre. Ils s'ennuient, songent à rentrer à Paris. Un beau jour, l'un des deux, par hasard, commence à lire tout haut le Journal des Huissiers. L'autre, tout aussi machinalement, prend une plume et se met à écrire sous la dictée de son compagnon. Miracle ! Ils ont désormais retrouvé le bonheur, et consacreront leur retraite à ces copies qui avaient été le labeur de toute leur vie, et dont ils ne peuvent plus se passer. Flaubert se sert de la trame de Maurice, mais au lieu de seulement l'agriculture, Bouvard et Pécuchet aborderont systématiquement les connaissances et les techniques de l'époque : le jardinage et l'agriculture, mais aussi la politique, l'histoire, la métaphysique, la religion et « les sciences ». Flaubert va écrire ainsi, comme il le confiera à George Sand en 1872, « un roman moderne faisant la contrepartie de Saint Antoine, et qui aura la prétention d'être comique ». La Tentation de saint Antoine est une encyclopédie des religions anciennes, qui défilent et disparaissent une à une dans les hallucinations de l'ermite ; dans Bouvard et Pécuchet, l'encyclopédie se constitue d'une série d'expériences menées par les bonshommes selon un ordre qui va du plus matériel au plus spirituel, de l'agriculture à la philosophie et la religion.
Si Flaubert en avait eu le temps, le roman se serait achevé sur les deux amis se mettant à « copier une espèce d'encyclopédie critique en farce », constituée d'extraits de leurs lectures. Cette « copie » existe, mais elle est restée en chantier. On l'appelle communément « le sottisier » (le Dictionnaire des idées reçues y aurait été intégré). Ainsi, la dernière œuvre de Flaubert (restée inachevée) est doublement une encyclopédie : les expériences successives des deux héros devaient être suivies d'un volume composé par eux pour se venger, tous azimuts, de la bêtise humaine.
Entre l'idée et la rédaction interrompue par sa mort, il aura eu le temps de collecter une impressionnante documentation : le chiffre de mille cinq cents livres consultés en bibliothèque est avancé, et Flaubert lui-même consigna plus de 350 résumés de ces ouvrages. Lors de l'écriture, Flaubert avait songé au sous-titre Encyclopédie de la bêtise humaine et la présence du Dictionnaire des idées reçues à la fin du roman est l'une des raisons de sa célébrité. Le comique vient de la frénésie des deux compères, à tout vouloir savoir, tout expérimenter, et surtout de leur incapacité à comprendre correctement. Le roman dans sa forme définitive ne constitue que la première partie du plan. Sur le moment, l'accueil fut réservé.

## Adaptations
- Adaptation radiophonique en dix épisodes en 1971, réalisation de Georges Godebert, avec Michel Galabru et Jacques Duby[4],[5].
- Première adaptation télévisée de l’œuvre en 1971, avec Julien Guiomar et Paul Crauchet dans les rôles titre.
- Adaptation télévisée tchécoslovaque (1972), Ils étaient une fois deux scribes (Byli jednou dva písaři), avec Jiří Sovák et Miroslav Horníček (en) dans les rôles titres[6].
- Seconde adaptation télévisée de l’œuvre en 1989, avec Jean-Pierre Marielle et Jean Carmet dans les rôles titre.
- Une adaptation théâtrale a été écrite et mise en scène par Jean-Louis Sarthou, sous le titre Boubou et Pécuche en Basse-Normandie. Elle a été créée en 1980 au Théâtre Marie-Stuart (Paris), puis a tourné en France (En Île-de-France puis à Rennes, au Théâtre de la Parcheminerie) et à l'étranger (Dakar et Abidjan). Elle a été reprise au Théâtre à Orly en 1985 sous le titre Bouvard et Pécuchet en Goguette, dans une scénographie d'Yves Charnay. Elle a chaque fois été interprétée par Dany Tayarda, Daniel Dubois et Olivier Proust.
- En 1994, Jean-Marc Chotteau adapte le roman pour le théâtre. Fred Personne et François Lalande interprètent le duo de personnages. Le spectacle, produit par la Compagnie Jean-Marc Chotteau et créé au Salon de Théâtre à Tourcoing, est joué à Paris au Théâtre 13.
- En 2016, Jean-Marc Chotteau reprend son adaptation et recrée le spectacle au Salon de Théâtre à Tourcoing dans une production de La Virgule, Centre Transfrontalier de Création Théâtrale. Cette fois, il interprète lui-même Pécuchet, tandis qu'Éric Leblanc interprète Bouvard.
- En 2017, Jérôme Deschamps adapte et met en scène le roman au Théâtre de la Ville, à Paris, avec lui-même et Micha Lescot dans les rôles titres.

### Éditions
- Bouvard et Pécuchet — œuvre posthume, Paris, Alphonse Lemerre, 1881 — sur Gallica.
- Bouvard et Pécuchet — œuvre posthume, Paris, Bibliothèque Charpentier, 1891.
- Bouvard et Pécuchet, 2 tomes illustrés par Charles Huard, Paris, L'Édition d'art Henri Piazza, 1904.
- Œuvre complète, l'un des 18 tomes, Paris, Louis Conard, 1909.
- Bouvard et Pécuchet de Gustave Flaubert, illustrations par Auguste Leroux, Paris, F. Ferroud, 1928 — lettrines ornés par Madeleine Leroux, hors-texte et en-têtes gravés à l'eau forte par Eugène Decisy, frontispice gravé sur bois en couleurs par Georges Beltrand, planches in-texte gravées sur bois par Pierre Gusman.
- Bouvard et Pécuchet : avec un choix des scénarios, du Sottisier, l’Album de la Marquise et Le Dictionnaire des idées reçues  (édition présentée et établie par Claudine Gothot-Mersh), Paris, Gallimard, coll. « Folio » (no 1137), 1979, 570 p. (ISBN 2-07-037137-9)

### Travaux critiques
- René Descharmes, Autour de Bouvard et Pécuchet : Études documentaires et critiques, Paris, 1921 (ISBN 978-1-171-91407-5)
- D. L. Demorest, À travers les plans, manuscrits et dossiers de Bouvard et Pécuchet, Paris, 1931
- Michel Butor, « À propos de Bouvard », dans Improvisations sur Flaubert, La Différence, 1984
- Yvan Leclerc, La Spirale et le monument. Essai sur « Bouvard et Pécuchet », Paris, S.E.D.E.S, 1988
- Thanh-Van Ton-That, Lectures d'une œuvre : Bouvard et Pécuchet, une odyssée de la bêtise, Du Temps, 1999, 127 p. (ISBN 978-2-84274-096-2)
- Jean-Paul Santerre, Leçon littéraire sur Bouvard et Pécuchet, Presses universitaires de France, 1999 (ISBN 978-2-13-050198-5)
- Stéphanie Dord-Crouslé, Bouvard et Pécuchet de Flaubert : une encyclopédie en farce, Belin, 2000, 139 p. (ISBN 978-2-7011-2826-9)
- Mihara Tomoko, La communauté et l'autre dans Bouvard et Pécuchet — thèse de doctorat, Université de Rouen, 1999, 442 p. (ISBN 978-2-284-02346-3)
- Éric Le Calvez, Genèses flaubertiennes, Amsterdam, Rodopi, coll. « Faux titre » (no 328), 2009, 314 p. (ISBN 978-90-420-2530-1, présentation en ligne).
- Thierry Poyet, Bouvard et Pécuchet, le savoir et la sagesse, Paris, Kimé, 2012.